# Фінал Кубка Стенлі 2025
Фінал Кубка Стенлі 2025 (англ. Stanley Cup Finals) — 132-й загалом фінал Кубка Стенлі та сезону 2024–2025 у НХЛ між командами «Едмонтон Ойлерз» та «Флорида Пантерс». Серія відбулась з 4 по 17 червня 2025 року.
Цьогорічна фінальна серія повторює минулорічний фінал, в якому «пантери» обіграли «нафтовиків» 4−3.
Вдруге поспіль Кубок Стенлі здобув клуб «Флорида Пантерс».

## Арени
| Едмонтон Ойлерз   | БанкАтлантік-центр Роджер Плейсclass=notpageimage\| Арени фіналу Кубка Стенлі 2025 | Флорида Пантерс    |
| Роджер Плейс      | БанкАтлантік-центр Роджер Плейсclass=notpageimage\| Арени фіналу Кубка Стенлі 2025 | БанкАтлантік-центр |
| Місткість: 18 347 | БанкАтлантік-центр Роджер Плейсclass=notpageimage\| Арени фіналу Кубка Стенлі 2025 | Місткість: 19 250  |
|                   | БанкАтлантік-центр Роджер Плейсclass=notpageimage\| Арени фіналу Кубка Стенлі 2025 |                    |

## Шлях до фіналу
| Стадія    | Суперник | Суперник              | Загальний рахунок | Результати матчів                      |
| --------- | -------- | --------------------- | ----------------- | -------------------------------------- |
| 1-й раунд | A2       | «Тампа-Бей Лайтнінг»  | 4 − 1             | 6:2, 2:0, 1:5, 4:2, 6:3                |
| 2-й раунд | А1       | «Торонто Мейпл Ліфс»  | 4 − 3             | 4:5, 3:4, 5:4 (ОТ), 2:0, 6:1, 0:2, 6:1 |
| Півфінал  | С2       | «Кароліна Гаррікейнс» | 4 − 1             | 5:2, 5:0, 6:2, 0:3, 5:3                |

| Стадія    | Суперник | Суперник             | Загальний рахунок | Результати матчів                 |
| --------- | -------- | -------------------- | ----------------- | --------------------------------- |
| 1-й раунд | Т2       | «Лос-Анджелес Кінгс» | 4 − 2             | 5:6, 2:6, 7:4, 4:3 (ОТ), 3:1, 6:4 |
| 2-й раунд | Т1       | «Вегас Голден Найтс» | 4 − 1             | 4:2, 5:4 (ОТ), 3:4, 3:0, 1:0 (ОТ) |
| Півфінал  | Ц2       | «Даллас Старс»       | 4 − 1             | 3:6, 3:0, 6:1, 4:1, 6:3           |

## Серія
| 4 червня 2025 20:00 | Едмонтон Ойлерз | 4 : 3 (ОТ) (1:2, 1:1, 1:0, 1:0) | Флорида Пантерс | Роджер Плейс, Едмонтон Глядачів: 18 347 |

| Протокол                                                                | Протокол                    | Протокол                                        | Протокол           | Протокол                            |
| ----------------------------------------------------------------------- | --------------------------- | ----------------------------------------------- | ------------------ | ----------------------------------- |
|                                                                         | Стюарт Скіннер              | Голкіпери                                       | Сергій Бобровський | Арбітри: Франсіс Шаррон Вес Макколі |
| Драйзайтль — 01:06 Арвідссон — 23:17 Екгольм — 46:33 Драйзайтль — 79:29 | 1:0 1:1 1:2 1:3 2:3 3:3 4:3 | 10:49 — Беннетт 12:30 — Маршенд 22:00 — Беннетт |                    | Арбітри: Франсіс Шаррон Вес Макколі |
| 6 хв.                                                                   | Вилучення                   | 8 хв.                                           |                    | Арбітри: Франсіс Шаррон Вес Макколі |
| 46                                                                      | Кидки                       | 32                                              |                    | Арбітри: Франсіс Шаррон Вес Макколі |

| 6 червня 2025 20:00 | Едмонтон Ойлерз | 4 : 5 (2ОТ) (3:2, 0:2, 1:0, 0:0, 0:1) | Флорида Пантерс | Роджер Плейс, Едмонтон Глядачів: 18 347 |

| Протокол                                                    | Протокол                            | Протокол                                                                      | Протокол           | Протокол                    |
| ----------------------------------------------------------- | ----------------------------------- | ----------------------------------------------------------------------------- | ------------------ | --------------------------- |
|                                                             | Стюарт Скіннер                      | Голкіпери                                                                     | Сергій Бобровський | Арбітри: Кріс Руні Жан Ебер |
| Кейн — 07:39 Бушар — 09:19 Драйзайтль — 12:37 Перрі — 59:42 | 0:1 1:1 2:1 2:2 3:2 3:3 3:4 4:4 4:5 | 02:07 — Беннетт 11:37 — Джонс 28:23 — Куликов 32:09 — Маршенд 88:05 — Маршенд |                    | Арбітри: Кріс Руні Жан Ебер |
| 12 хв.                                                      | Вилучення                           | 16 хв.                                                                        |                    | Арбітри: Кріс Руні Жан Ебер |
| 46                                                          | Кидки                               | 42                                                                            |                    | Арбітри: Кріс Руні Жан Ебер |

| 9 червня 2025 20:00 | Флорида Пантерс | 6 : 1 (2:0, 2:1, 2:0) | Едмонтон Ойлерз | БанкАтлантік-центр, Санрайз Глядачів: 19 863 |

| Протокол                                                                                          | Протокол                    | Протокол      | Протокол                      | Протокол                            |
| ------------------------------------------------------------------------------------------------- | --------------------------- | ------------- | ----------------------------- | ----------------------------------- |
|                                                                                                   | Сергій Бобровський          | Голкіпери     | Стюарт Скіннер Калвін Піккард | Арбітри: Франсіс Шаррон Вес Макколі |
| Маршенд — 00:56 Верхейге — 17:45 Райнгарт — 23:00 Беннетт — 27:26 Екблад — 43:27 Родрігес — 56:10 | 1:0 2:0 2:1 3:1 4:1 5:1 6:1 | 21:40 — Перрі |                               | Арбітри: Франсіс Шаррон Вес Макколі |
| 55 хв.                                                                                            | Вилучення                   | 85 хв.        |                               | Арбітри: Франсіс Шаррон Вес Макколі |
| 31                                                                                                | Кидки                       | 33            |                               | Арбітри: Франсіс Шаррон Вес Макколі |

| 12 червня 2025 20:00 | Флорида Пантерс | 4 : 5 (ОТ) (3:0, 0:3, 1:1, 0:1) | Едмонтон Ойлерз | БанкАтлантік-центр, Санрайз Глядачів: 19 994 |

| Протокол                                                             | Протокол                            | Протокол                                                                                   | Протокол                      | Протокол                    |
| -------------------------------------------------------------------- | ----------------------------------- | ------------------------------------------------------------------------------------------ | ----------------------------- | --------------------------- |
|                                                                      | Сергій Бобровський                  | Голкіпери                                                                                  | Стюарт Скіннер Калвін Піккард | Арбітри: Жан Ебер Кріс Руні |
| М. Ткачук — 11:40 М. Ткачук — 16:56 Лунделл — 19:18 Райнгарт — 59:40 | 1:0 2:0 3:0 3:1 3:2 3:3 3:4 4:4 4:5 | 23:33 — Ньюджент-Гопкінс 32:47 — Нерс 35:05 — Подкользін 53:36 — Волмен 71:18 — Драйзайтль |                               | Арбітри: Жан Ебер Кріс Руні |
| 8 хв.                                                                | Вилучення                           | 8 хв.                                                                                      |                               | Арбітри: Жан Ебер Кріс Руні |
| 40                                                                   | Кидки                               | 35                                                                                         |                               | Арбітри: Жан Ебер Кріс Руні |

| 14 червня 2025 20:00 | Едмонтон Ойлерз | 2 : 5 (0:2, 0:0, 2:3) | Флорида Пантерс | Роджер Плейс, Едмонтон Глядачів: 18 347 |

| Протокол                        | Протокол                    | Протокол                                                                             | Протокол           | Протокол                            |
| ------------------------------- | --------------------------- | ------------------------------------------------------------------------------------ | ------------------ | ----------------------------------- |
|                                 | Калвін Піккард              | Голкіпери                                                                            | Сергій Бобровський | Арбітри: Франсіс Шаррон Вес Макколі |
| Мак-Девід — 47:24 Перрі — 56:47 | 0:1 0:2 0:3 1:3 1:4 2:4 2:5 | 09:12 — Маршенд 18:06 — Беннетт 45:12 — Маршенд 48:10 — Райнгарт 58:41 — Луостарінен |                    | Арбітри: Франсіс Шаррон Вес Макколі |
| 4 хв.                           | Вилучення                   | 6 хв.                                                                                |                    | Арбітри: Франсіс Шаррон Вес Макколі |
| 21                              | Кидки                       | 19                                                                                   |                    | Арбітри: Франсіс Шаррон Вес Макколі |

| 17 червня 2025 20:00 | Флорида Пантерс | 5 : 1 (2:0, 1:0, 2:1) | Едмонтон Ойлерз | БанкАтлантік-центр, Санрайз Глядачів: 19 983 |

| Протокол                                                                              | Протокол                | Протокол           | Протокол       | Протокол                    |
| ------------------------------------------------------------------------------------- | ----------------------- | ------------------ | -------------- | --------------------------- |
|                                                                                       | Сергій Бобровський      | Голкіпери          | Стюарт Скіннер | Арбітри: Кріс Руні Жан Ебер |
| Райнгарт — 04:36 М. Ткачук — 19:13 Райнгарт — 37:31 Райнгарт — 53:26 Райнгарт — 54:55 | 1:0 2:0 3:0 4:0 5:0 5:1 | 55:18 — Подкользін |                | Арбітри: Кріс Руні Жан Ебер |
| 2 хв.                                                                                 | Вилучення               | 4 хв.              |                | Арбітри: Кріс Руні Жан Ебер |
| 25                                                                                    | Кидки                   | 29                 |                | Арбітри: Кріс Руні Жан Ебер |

| Володар Кубка Стенлі 2025    |
| ---------------------------- |
| Флорида Пантерс другий титул |

## Володарі Кубка Стенлі
| Голкіпери: - 41 Вітек Ванечек - 72 Сергій Бобровський | Захисники: - 3 Сет Джонс - 5 Аарон Екблад — А - 7 Дмитро Куликов - 28 Увіс Яніс Балінскіс - 42 Густав Форслінг - 77 Ніко Міккола - 88 Нейт Шмідт | Крайні нападники: - 10 Ей Джей Грір - 12 Джона Гаджович - 13 Сем Райнгарт - 17 Еван Родрігес - 19 Метью Ткачук — А - 27 Еету Луостарінен - 25 Макі Самоскевич - 63 Бред Маршенд - 70 Єспер Боквіст - 92 Томаш Носек | Центральні нападники: - 9 Сем Беннетт - 15 Антон Лунделл - 16 Олександр Барков — К - 23 Картер Верхейге | Головний тренер: - Пол Моріс |